# 酒井猛
酒井 猛（さかい たけし、昭和23年（1948年）1月2日 - ）は、囲碁の棋士。日本棋院所属、九段。東京都出身、中岡二郎九段門下。一時、伸武、丈彰と改名したが元来の名前に戻す。NEC杯準優勝、本因坊戦リーグ入りなど。現日本囲碁規約を起草。ネット棋院代表。

## 経歴
1960年に中岡七段に入門。1964年初段。1968年、四段でプロ十傑戦に出場。1978年、新鋭トーナメント戦決勝で淡路修三に敗れ準優勝。1979年、棋聖戦八段戦で優勝。1981年九段。1983年、NECカップ囲碁トーナメント戦決勝で坂田栄男に敗れ準優勝。
1995年に「棋道」誌に解説講座「手筋とは何か」を連載、棋士が手筋を発想する過程を理論的に解説する。
1989年、日本棋院と関西棋院による日本囲碁規約改訂において、囲碁規約改定委員会の幹事を務める。この改定では、特に死活や終局時に生じる曖昧さに関して明文化が行われた。
1995年からWWGoの技術顧問を5年間務める。WWGoの囲碁ルールは、1996年に酒井が作成。
2000年にネット棋院を設立、ネット碁の対局システム、コミュニティなどを運営。2006年からは、WWGoから移管したインターネット囲碁世界ランキング戦を主催する。
本因坊道策の研究でも知られる。2006年から日本棋院常務理事を務めた。2022年引退、通算成績871勝580敗2ジゴ。

### 主な棋歴
- 新鋭トーナメント戦 準優勝 1978年
- NECカップ囲碁トーナメント戦 準優勝 1983年
- 棋聖戦 八段戦優勝 1979年
- 本因坊戦リーグ2期
- 日中囲碁決戦
  - 1984年 2-0 曹大元
  - 1985年 2-0 江鋳久
  - 1986年 2-0 邵震中
- 日中スーパー囲碁
  - 1986年 0-1（×聶衛平）

## 著作
- 『玄妙道策』日本棋院・囲碁古典名局選集 1991年
- 校訂（共編福井正明）『道策全集』日本棋院 1991年